# Ficedula crypta
Ficedula crypta là một loài chim trong họ Muscicapidae.